# Operatore economico
Un operatore economico, in acronimo OE, è un soggetto giuridico attivo nella fornitura di beni, nell'esecuzione di servizi, lavori o nella gestione di concessioni di appalti pubblici. È il soggetto (impresa, cooperativa, libero professionista, artigiano, consorzio, rete di imprese, ecc.) che partecipa, singolarmente o in  ATI, RTI, RTP o GEIE, ai bandi pubblici assumendo l'impegno ad eseguire quanto in essi contrattualmente previsto. 
La definizione di operatore economico è stata introdotta dalla Direttiva 2004/18/UE per identificare il soggetto giuridico che, secondo le diverse fasi del processo di approvvigionamento pubblico, assume il ruolo di concorrente, contraente, fornitore, appaltatore, o concessionario, indipendentemente dalla sua forma giuridica e dalla sua composizione.
Il riferimento normativo attuale è l'articolo 65 (e seguenti) del D.Lgs. 36/2023, il Codice dei contratti pubblici. Nel sistema degli approvvigionamenti pubblici, regolato dalle in attuazione delle direttive europee 2014/24/UE sugli appalti pubblici, 2014/25/UE relativa ai settori speciali, 2014/23/UE sui contratti di concessione, attuate in Italia dal codice dei contratti pubblici, all’operatore economico sono riconosciuti o negati diversi diritti e facoltà, nelle diverse fasi del procedimento di acquisizione, in relazione al suo diritto soggettivo e al suo interesse legittimo:
1. conoscere o non conoscere[3] i programmi di approvvigionamento delle stazioni appaltanti
2. conoscere o non conoscere[4] i bandi delle stazioni appaltanti
3. diventarne aggiudicatario
4. accedere agli atti di gara
5. presentare ricorso amministrativo

L’Autorità nazionale anticorruzione (ANAC) gestisce sui propri sistemi informativi il fascicolo virtuale dell’operatore economico (FVOE), raccogliendo e rendendo disponibili a tutte le stazioni appaltanti i documenti utili per la comprova dei requisiti di partecipazione dell’operatore economico alle procedure per l’affidamento di contratti pubblici.